# Integrationspreis des Landes Baden-Württemberg
Der Integrationspreis des Landes Baden-Württemberg ist eine seit 2019 verliehene Auszeichnung des Bundeslandes Baden-Württemberg. Er wird an Menschen und Organisationen vergeben, die sich besonders um die Integration von Zugewanderten in Baden-Württemberg verdient machen. 

## Auszeichnung
Die Vergabe erfolgt alle zwei Jahre. Der Preis wird durch den Landesbeirat für Integration und das Ministerium für Soziales und Integration verliehen. Die Jury besteht aus Vertretern des Landesbeirates für Integration. Der Preis wird in drei Kategorien vergeben, in denen jeweils ein erster (4000 Euro), zweiter (2000 Euro) und dritter (1000 Euro) Platz sowie Anerkennungspreise vergeben werden. Zudem gibt es einen Sonderpreis, in dem ebenfalls drei Plätze (3000 Euro, 2000 Euro, 1000 Euro) und ein Anerkennungspreis vergeben werden. Bewerben können sich Einzelpersonen, Vereine, Unternehmen, Initiativen, Kommunen, Schulen und Verbände, die sich für ein gelingendes und selbstverständliches Zusammenleben von Menschen mit und ohne Einwanderungsgeschichte einsetzen.

## Preisträger
- 2019[1]
  - Sonderpreis „Kinder und Jugend“
    - 1. Platz: Psychosoziales Zentrum des Diakonischen Werks Lörrach
    - 2. Platz: Buschgirls im Jungbusch, Mannheim
    - 3. Platz: Leben in Vielfalt im evangelischen Waldheim Tannenberg, Böblingen
    - Anerkennungspreis: Verein zur Förderung von Jugendlichen e. V., Stuttgart

  - Zivilgesellschaft
    - 1. Platz: Cook Your Future, Heidelberg
    - 2. Platz: Fußballjugend FSV Schwenningen
    - 3. Platz: Projektgruppe Traumanetzwerk im Landkreis Calw, StadtLandKultur e. V.
    - 3. Platz: Hoffnungshaus der Hoffnungsträger Stiftung, Leonberg
    - Anerkennungspreis: Integrationszentrum der Stiftung Würth, Künzelsau
    - Anerkennungspreis: Flüchtlingsrat Baden-Württemberg e. V.

  - Unternehmen und Verbände
    - 1. Platz: Café Morlock der Werkstätten Esslingen Kirchheim gGmbH, Plochingen
    - 2. Platz: Firma Niemann und Heselschwerdt GmbH, Bad Rappenau
    - 3. Platz: Buddy Projekt, Young Caritas Mannheim
    - Anerkennungspreis: Unternehmer-Initiative Bleiberecht durch Arbeit, Leutkirch

  - Kommunen und Verwaltungen
    - 1. Platz: Integration in der Stadt, Ravensburg
    - 2. Platz: Jobmentorenprogramm des Landkreises Reutlingen
    - 3. Platz: Frauensprachcafé im KARO Familienzentrum, Waiblingen
    - Anerkennungspreis: Wolfgang G. Müller, Oberbürgermeister der Stadt Lahr
    - Anerkennungspreis: Projekt Nordirak, Landratsamt Esslingen